# Ruta Tannenbaum
Ruta Tannenbaum je roman Miljenka Jergovića objavljen 2006. u izdavačkoj kući Durieux u Zagrebu. 

## Radnja
Radnja romana odvija se u Zagrebu u teško vrijeme prije i na samom početku Drugog svjetskog rata. Radnja prati život Rute Tannenbaum rođene u židovskoj obitelji u Gundulićevoj 11. Kat ispod nje živi Amalija Morinj koja je izgubila dijete pa dvaput tjedno pričuva Rutu. Upravo je Amalija i povela Rutu na audiciju i tamo ju je i uočio redatelj Branko Mikoci.